# Concordi
Concordi (en llatí Concordius) va ser un religiós del regne visigot, bisbe de Palència al segle VII.
Va ser bisbe durant els regnats de Vamba i Ervigi. Segons es desprèn de l'ordre de signatura de les actes de sínodes i concilis, Flórez estableix la seva cronologia entre 670 i 688. Es desconeix si va ser el successor directe d'Ascaric, tot i que és possible que hi hagués un bisbe intermedi, atès que Ascaric va morir poc abans del 646, i no hi ha presència d'un bisbe de Palència als concilis VIII, IX i X de Toledo.
La seva consagració degué ser una mica abans del XI Concili de Toledo (675), celebrat entre els bisbes de la província Cartaginense, a la que pertanyia llavors Palència. Segons la font, l'ordre de prelació entre els bisbes signants de les actes varia, tot i que afirma Flórez que Concordi el més correcte és que ocupés la sisena posició.
Posteriorment va assistir al XII Concili de Toledo (681), on és situat com un dels bisbes amb més antiguitat, el quart de les diòcesis sufragànies de Toledo, al XIII Concili (683), com el tercer bisbe més antic després dels bisbes metropolitans. Al següent concili, celebrat el 684, no hi va assistir, però va enviar com a representant a un diaca anomenat Gravidi, que va signar en nom seu. El darrer concili al que assisteix és al XV (688), on signa com el segon entre els bisbes sufraganis, llavors el bisbe més antic en actiu.
El va succeir Baroald, que va ser consagrat vers el 690.